# Петро Дмитрук
Петро Дмитрук (27 травня 1920 року в місті Редіссон, Канада — 9 грудня 1943 Ле-Мартр-де-Вейр, окупована Франція) — сержант військово-повітряних сил Канади, який загинув під час Другої світової війни борючись у складі сил французького Опору.

## Біографія
Петро Дмитрук народився в Редіссоні (провінція Саскачеван) в 1920 році в родині українських іммігрантів. На початку Другої світової війни Петро Дмитрук жив у Віньярді (Саскачеван), коли він приєднався до військово-повітряних сил Канади в липні 1941 року. Після підготовки його відправили за кордон, де він служив хвостовим стрільцем у 405-й ескадрильї бомбардувальників. Під час місії над Францією, на схід від Парижа, літак сержанта Дмитрука був збитий вогнем німецької зенітки. Він вижив у катастрофі й спочатку ховався в лісі, а потім знайшов притулок у місцевих жителів, які познайомили його в з членами французького підпілля. Дмитрука вели на південь по окупованій німцями Франції, де по спеціальному маршруту можна було перейти через Піренеї до Іспанії. По дорозі його глибоко вразило тяжке становище французького народу під жорстокою нацистською окупацією і він вирішив не полишати контрабандним шляхом країну. Замість цього приєднався до французького руху опору, де його незабаром охрестили «П'єр Канадець»
Обов'язки Петра Дмитрука в русі опору привели його до невеликого села Ле-Мартр-де-Вейр, приблизно за 15 кілометрів на південь від Клермон-Ферран, де він здобув репутацію серед своїх французьких товаришів, як безстрашний боєць, якого не бентежить повсякчасна небезпека. Після диверсії в німецьких військах і поїзда з боєприпасами, німці направили свої війська в Ле-Мартр-де-Вейр. Як правило, німці мстили за такі диверсійні інциденти страчуючи чоловіків у селі. Однак, 9 грудня 1943 німці заарештували Петра Дмитрука і стратили його на місці, оскільки вважали, що горезвісний «П'єр Канадець» був відповідальним за диверсію на залізниці. Отже вони вирішили не проводити масову страту чоловіків, оскільки вважали, що вже й так зламали хребет місцевого опору в особі Дмитрука.

## Вшанування пам'яті
Жителі Ле-Мартр-де-Вейр поховали 23-річного Петра Дмитрука з почестями на місцевому цвинтарі. Лише через рік канадський уряд підтвердив факт смерті його родині. Після звільнення Франції та капітуляції Німеччини, він був серед тих людей, про яких майже забула канадська нація, що намагалась залишити жахливі спогади про війну позаду.
Втім, жителі Ле-Мартр-де-Вейра вшанували його як героя, чия самовіддана хоробрість допомогла принести свободу Франції й чия смерть врятувала життя багатьох з них, і одну з вулиць назвали на його честь. Уряд Франції нагородив Дмитрука Воєнним хрестом. Починаючи з 1946-го і кожного наступного року, жителі Ле-Мартр-де-Вейр проводили парад і панахиду біля його пам'ятника. Майже через тридцять років після смерті бійця, у серпні 1972 року, здивований мер Вінярда отримав листа від мера Ле-Мартр-де-Вейр, який свідчив, що Петро Дмитрук був не просто ім'ям на військовому меморіалі, але справжнім героєм Другої Світової війни. Мер Ле-Мартр-де-Вейра запропонував ушанувати мертвого канадського солдата зробивши побратимами їхні два містечка і створивши новий великий меморіал на його могилі. Делегація з 13 осіб, серед яких були члени родини і представники провінції Саскачеван, відвідали церемонію тридцятої річниці загибелі героя.
1999 року Петро Дмитрук був посмертно удостоєний відзнаки «Будівничі Нації», що відзначає внесок видатних українців Канади з провінції Саскачеван.